# Długoszyn (Jaworzno)
Długoszyn ist ein Stadtteil von Jaworzno in der Woiwodschaft Schlesien in Polen.

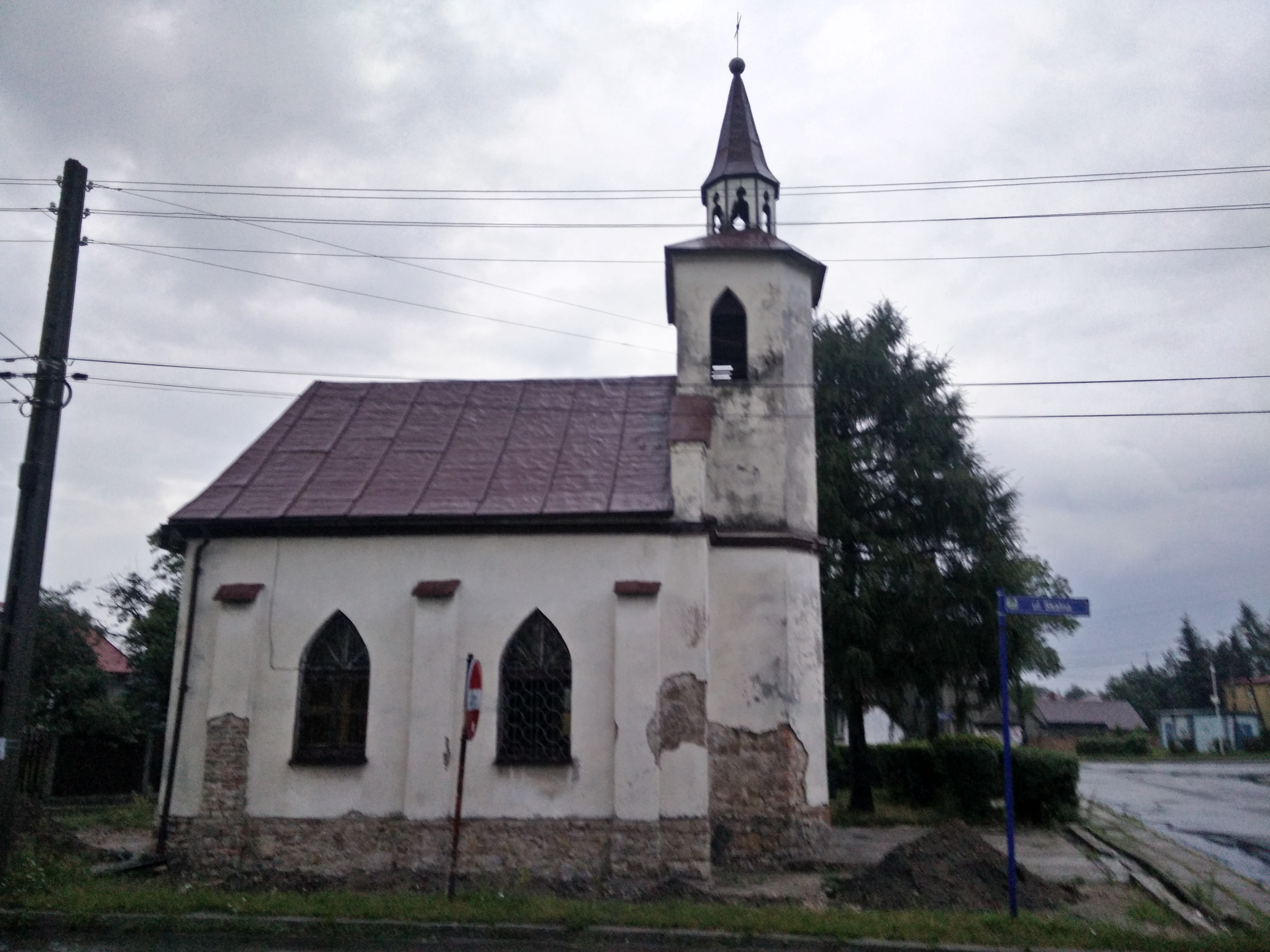
Ortskirche

## Geschichte
Die erste sichere Erwähnung von Dlugoschin stammt aus dem Jahr 1242, der Zusatz cum plumbo in der Urkunde deutete schon auf Förderung von Blei. Der Ortsname ist vom Personennamen Długosz mit dem Suffix -in (im Buch von Jan Długosz aus den Jahren 1470 bis 1480 auch der Suffix -(ow)ice: Dlugosszowice) abgeleitet.
Es ist möglich, dass bis zum Jahr 1273 die Kastellanei von Chrzanów mit Długoszyn zum schlesischen Herzogtum Ratibor-Oppeln gehörte, was jedoch unter Historikern stark umstritten ist. Ab dem Jahr 1273 gehörte das Dorf zum Herzogtum Krakau, später der Woiwodschaft Krakau im Königreich Polen (ab 1569 Adelsrepublik Polen-Litauen). Kirchlich gehörte es der Pfarrei in Jaworzno. 1519 wurde das Dorf in den Gütern von Sławków wiedergegründet, der Ort wurde wieder wichtig dank der Förderung von Blei.
Bei der dritten Teilung Polens wurde es 1795 Teil des habsburgischen Kaiserreichs. In den Jahren 1815–1846 gehörte es zur Republik Krakau, 1846 wurde es als Teil des Großherzogtums Krakau wieder in die Länder des Kaisertums Österreich annektiert. Nach der Aufhebung der Patrimonialherrschaften bildete es eine Gemeinde im Gerichtsbezirk Jaworzno im Bezirk Chrzanów.
1900 hatte die Gemeinde Długoszyn eine Fläche von 628 Hektar, 795 Häuser mit 795 Einwohnern, davon waren 763 polnischsprachig, 26 deutschsprachig; 760 waren römisch-katholisch, es gab 35 Juden. 1914 wurde die Pfarrei aus Jaworzno ausgegliedert.
In der Zwischenkriegszeit gehörte Długoszyn zum Powiat Chrzanowski der Woiwodschaft Krakau. Nach der Volkszählung im Jahr 1921 hatte das Dorf 154 Häuser mit 933 Einwohnern, die überwiegend römisch-katholische (933) Polen (931) waren.
Beim Überfall auf Polen 1939 wurde das Gebiet von den Deutschen besetzt und dem Landkreis Krenau im neuen „Ostoberschlesien“ zugeordnet. 1954 wurde Długoszyn an die Stadt Szczakowa eingemeindet, die zwei Jahre später an Jaworzno angeschlossen wurde.